# Soltilo Angkor
Der Soltilo Angkor Football Club (Khmer ក្លឹបបាល់ទាត់សូលទីឡូអង្គរ) war ein kambodschanischer Fußballverein aus Siem Reap.
2023 wurde der Verein wegen finanzieller Probleme aufgelöst.

## Stadion

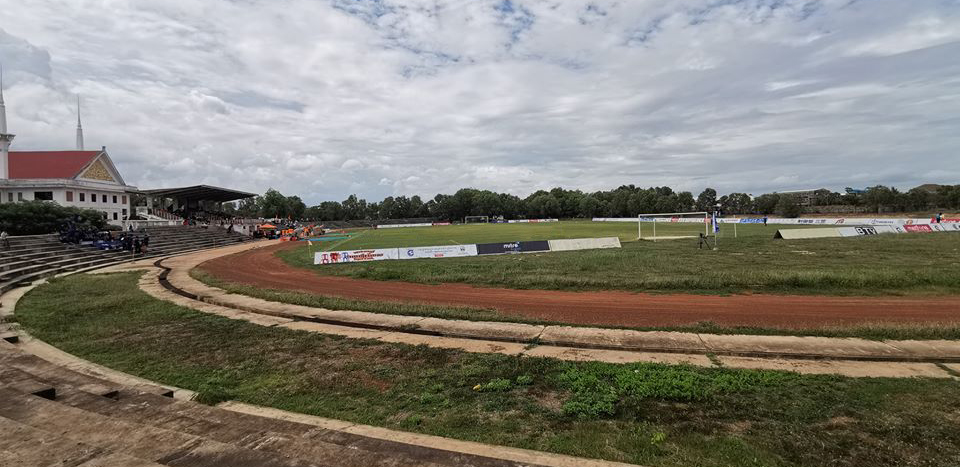
Svay Thom Stadium

Der Verein trug seine Heimspiele im Svay Thom Stadium in Siem Reap aus. Das Stadion hat ein Fassungsvermögen von 5000 Zuschauern.
Koordinaten: 13° 21′ 35,6″ N, 103° 54′ 50,3″ O

## Trainer
Stand: 10. September 2023
| Trainer        | Nation     | von              | bis                |
| -------------- | ---------- | ---------------- | ------------------ |
| Yuki Matsuda   | Japan      | 1. Februar 2017  | 30. September 2018 |
| Darren Pomroy  | England    | 1. Dezember 2017 | 30. November 2019  |
| Kento Fujihara | Japan      | 1. Januar 2020   | 30. November 2020  |
| Darren Pomroy  | England    | 1. Dezember 2020 | 2. Juli 2021       |
| Ouk Sothy      | Kambodscha | 8. Juli 2021     | 1. Juni 2023       |